# Bemsha Swing
Bemsha Swing ist eine Jazz-Gemeinschaftskomposition von Thelonious Monk und Denzil Best aus dem Jahr 1952. Es ist eine der bekanntesten Kompositionen Monks und hat sich zum Jazzstandard entwickelt. Der Name „Bemsha“, ursprünglich „Bimsha“ ist eine phonetische Schreibweise von „Bimshire“, womit „Little Bimshire“ gemeint ist. „Little Bimshire“ ist ein umgangssprachlicher Name für Barbados, wo Best geboren wurde.

## Charakteristika des Songs
Bemsha Swing wird üblicherweise mit einem vorherrschenden Swing-Beat (Viertelnotenswing) gespielt. Der Song hat ein riffartiges Thema mit 16 Takten in der Liedform AABA. Es kann aber auch betrachtet werden als „ein rhapsodischer Blues in 8 Takten, eigentlich nur ein Thema auf C-Dur, das noch mal eben in F-Dur transponiert wird.“ Ralf Dombrowski zufolge entsteht „der eigenartige Reiz des Motivs ... durch die Ganztonskala, auf der es basiert und die die Melodie in der Schwebe zwischen Moll- und Dur-Erwartung hält.“

## Einspielungen durch Monk
Die erste Aufnahme entstand am 18. Dezember 1952; neben Monk am Piano spielte Max Roach am Schlagzeug und Gary Mapp am Bass (ein Amateurmusiker, der im Hauptberuf Polizist war). Das Klavier war „gnadenlos verstimmt,“ wobei unklar ist, ob dies eventuell beabsichtigt war. „Da Monk das Stück in der Originalaufnahme noch mit Sekunden und allerlei disharmonischen Ornamenten“ ausschmückte und Roach teilweise recht wild trommelte, „wirkt der Song wie eine Parodie auf die emphatisch übertriebene Genieästhetik der ausgehenden Bebop-Euphorie.“
Monk behielt den Titel auch später im Repertoire und nahm ihn mehrfach neu auf (Brilliant Corners, Misterioso), auch 1954 mit Miles Davis (Miles Davis and the Modern Jazz Giants); er ist auch auf einem Live-Mitschnitt von Monks Quartett 1963 aus Japan (Tokyo Concert) enthalten.

## Weitere Einspielungen
Cecil Taylor spielte den Song 1956 (Jazz Advance) ein. John Coltrane wählte den Titel für sein Album The Avantgarde aus, an dem Don Cherry beteiligt war; die beiden „interpretierten das Thema genau mit der humorvollen Trockenheit, die es verdient“. Weitere Aufnahmen stammen beispielsweise von Geri Allen, Don Cherry/Ed Blackwell, Bill Evans, dem Esbjörn Svensson Trio, Hal Galper, Jim Hall, Bobby Hutcherson, Keith Jarrett und Max Roach. Im Jahr 2002 coverte der Fusion-Gitarrist Larry Coryell das Stück auf seinem Album „Cedars of Avalon“. Aber auch außerhalb des Jazzkontext fand der Song Geltung: Andy Summers nahm ihn ebenso auf (Green Chimneys) wie Elliott Sharp (Sharp? Monk? Sharp! Monk!, 2006); die Red Hot Chili Peppers hatten den Song 1989/1990 als F.U. im Tourneeprogramm (Out in L.A.).
Die Interpretation des Stückes durch Don Cherry und Ed Blackwell hat sich auch in der Literatur niedergeschlagen. In mehreren Krimis von Janwillem van de Wetering nehmen sich Brigadier de Gier und Adjutant Grijpstra den Bemsha-Swing zum Vorbild für ihr eigenes Jazzspielen.